# Hylaeus luctuosus
Hylaeus luctuosus is een vliesvleugelig insect uit de familie Colletidae. De wetenschappelijke naam van de soort is voor het eerst geldig gepubliceerd in 1944 door Benoist.